# Samlingsförvaltning

Samlingsförvaltning innebär att förvalta och tillgängliggöra samlingar. Det innefattar flertalet av de arbetsuppgifter som rör samlingar på ett museum, hembygdsgård, kyrkan och liknande institutioner. Samlingsförvaltningen visar vad som finns i samlingarna, varför de finns där och var de för närvarande befinner sig.
Uppgifterna inom samlingsförvaltning kan vara allt från insamling och accession av föremål, vård och konservering av fysiska objekt till tillgängliggörande och hantering av den information som skapas kring dem. Även genomtänkt och varsam gallring av objekt kan ingå i samlingsförvaltning.

## Samling
Samling kan beskrivas som hopbringat materiellt och immateriellt natur- och kulturarv. En samling kan exempelvis bestå av fysiska objekt, levande zoologiska eller biologiska exemplar, miljöer, traditioner, verksamheter och bruk med kulturella, vetenskapliga eller tekniska processer. Samlingar består av primärmaterial, som kan inbegripa både permanenta samlingar och olika typer av stödsamlingar såsom en rekvisitasamling.  
Många museer förvaltar stora samlingar av objekt och information. Samlingarna har byggts upp under lång tid, ibland under flera hundra år. Museisamlingar kan betraktas som samhällets kollektiva minne. En av museernas huvuduppgifter är att förvalta och tillgängliggöra samlingarna på ett professionellt, trovärdigt och hållbart sätt, både för nutida och framtida generationer. För att kunna använda en museisamling behöver den hanteras, vårdas och struktureras. Museet behöver veta vad som finns i samlingen, varför den finns där och var objekten för närvarande befinner sig. Samlingen behöver vara i gott skick och tillräcklig information behöver finnas för att den ska kunna användas och tillgängliggöras på olika sätt (Riksantikvarieämbetet 2022).   

## Förvaltning
Förvaltning kan ha flera betydelser. Substantivformen av verbet ”förvalta” avser huvudsakligen ett långsiktigt och kontinuerligt bevarande- och utvecklingsarbete till skillnad från insatser av mer enskild karaktär, som ett konserverings- eller restaureringsuppdrag. Substantivet förvaltning kan också avse en organisation som bereder eller verkställer politiska beslut, som ”kulturförvaltning” eller förvaltning av byggnader. 

## Samlingsförvaltning
Samlingsförvaltning beskrivs av Riksantikvarieämbetet som det sätt på vilket en organisation väljer att planera, strukturera, utföra, utveckla, följa upp och kommunicera arbetet med samlingen. Samlingsförvaltning är en angelägenhet för alla som arbetar med eller kommer i kontakt med samlingar. Samlingsförvaltning omfattar alla de aktiviteter och arbetsuppgifter som har att göra med skötseln av ett museums samling.  
Samlingsförvaltning omfattar att:  
- Utveckla samlingarna (exempel på aktiviteter: insamling och accession, signifikansbedömning och samlingsöversyn samt gallring)
- Hantera information om samlingarna (exempel på aktiviteter: katalogisering och digitalisering, kontroll av placering, inventering och granskning, försäkrings- och rättighetsfrågor)
- Tillgängliggöra samlingarna (exempel på aktiviteter: utlån och inlån, analog och digital förmedling som utställningar, visningar och olika sorters bruk av samlingen, forskning)
- Vårda samlingarna (exempel på aktiviteter: aktiv och förebyggande konservering, kontroll av objektens tillstånd, riskhantering, säkerhet, magasinering, skadedjurskontroll, övervakning och styrning av inomhusmiljön)

## Källa
- "Vad är samlingsförvaltning?" från Raa.se,  Riksantikvarieämbetet
- ICOMs etiska regler. 2. uppl. (2011). Stockholm: ICOM
- Spectrum 5.0. En standard för samlingsförvaltning (2022). Tillgänglig på Internet: https://www.raa.se/museer/samlingsforvaltning/sa-fungerar-samlingsforvaltning/spectrum-en-standard-for-samlingsforvaltning [2022-04-04]
- Riksantikvarieämbetet (2022). Samlingsförvaltning. https://www.raa.se/museer/ samlingsförvaltning [2022-04-04]
- Museiutredningen (2015). Ny museipolitik. (SOU 2015:89) Stockholm: Wolters Kluwer, s. 284